# Jacob Grønlykke
Jacob Grønlykke (nascut el 6 de febrer de 1960,) és un director de cinema i guionista danès.
Grønlykke va debutar com a guionista de la pel·lícula Sekten l'any 1997. L'any següent va debutar com a director de cinema amb Lysets hjerte, on també va escriure el guió. Abans d'això, Grønlykke havia estat assistent de producció a Thorvald og Linda (1982) i director de producció a Et skud fra hjertet (1986).
A més de la seva participació en el cinema, Grønlykke també ha estat propietari i gestor de l'empresa d'aliments Løgismose durant diversos anys, i és copropietari de Falsled Kro.
Jacob Grønlykke és fill de Lene Grønlykke i Sven Grønlykke, i germà de l'autora Maria Grønlykke.

## Filmografia
- Lysets hjerte (1998, també guionista)
- Ude af rute (2000, també guionista)
- Den serbiske dansker (2001)
- Opbrud (2005, també guionista)